# Edelény
Edelény – miasto na Węgrzech, w komitacie Borsod-Abaúj-Zemplén, siedziba władz powiatu Edelény.

## Historia
Pierwsza wzmianka o miejscowości pochodzi z roku 1299, natomiast prawa miejskie otrzymała w 1986.

## Miasta partnerskie
- Bad Sobernheim, Niemcy
- Lanckorona, Polska
- Moldava nad Bodvou, Słowacja
- Siewierz, Polska
- Worb, Szwajcaria
- Zduńska Wola, Polska